# بيدرو كورونيل
بيدرو كورونيل (بالإسبانية: Pedro Coronel)‏ هو نحات ورسام مكسيكي، ولد في 25 مارس 1923 في زاكاتيكاس في المكسيك، وتوفي في 23 مايو 1985 في مدينة مكسيكو في المكسيك بسبب سكتة.